# Meredith Monk

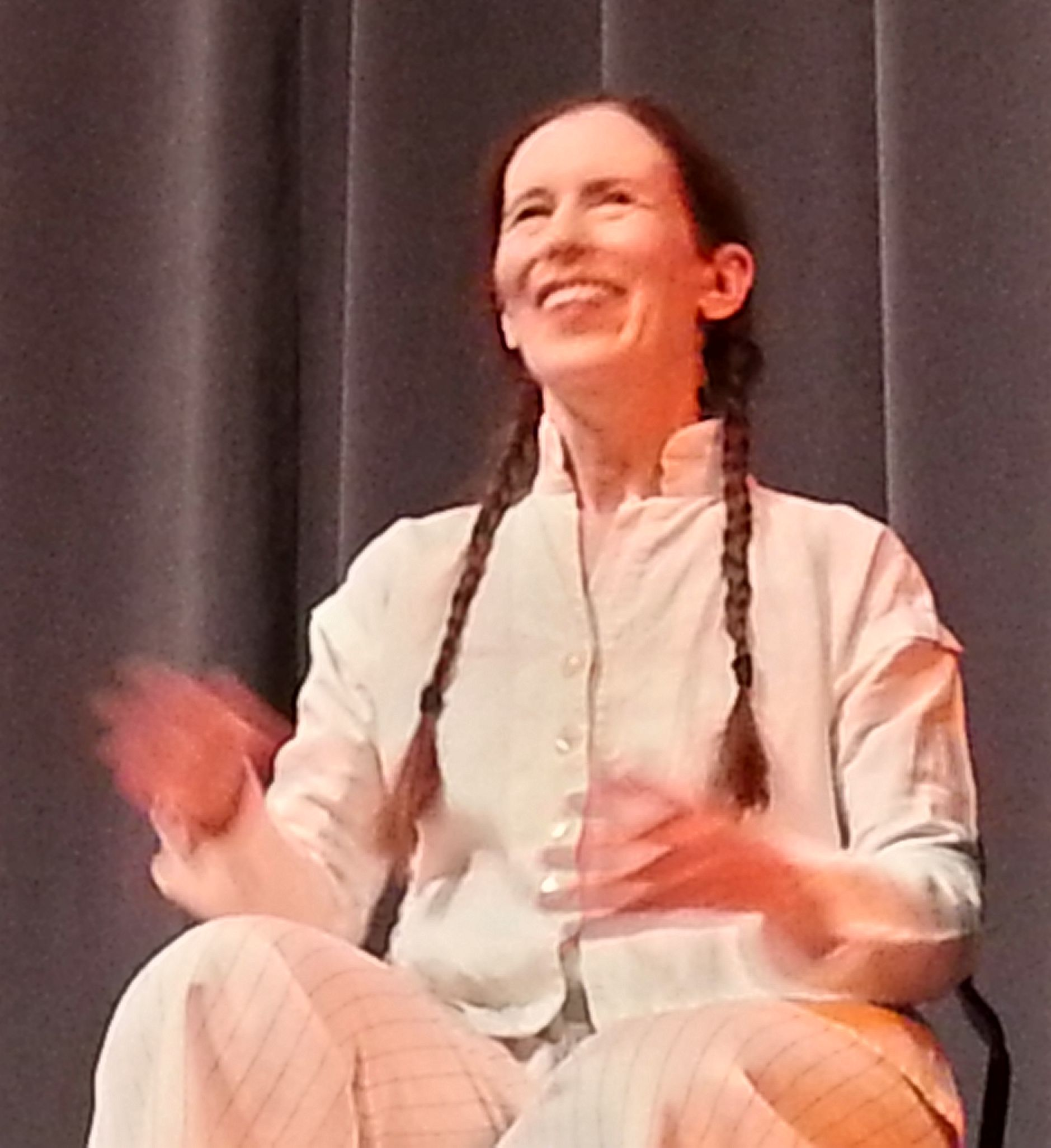
Meredith Monk (2014)

Meredith Jane Monk (geboren 20. November 1942 in Queens, New York City) ist eine amerikanische Komponistin, Sängerin, Tänzerin, Filmemacherin und Choreographin. Sie gilt als Pionierin der vokalen Performancekunst, einer in den 1960er und 70er Jahren in den Vereinigten Staaten maßgeblich von Frauen initiierten, neu entstandenen Kunstform. Sie schuf ein komplexes Werk multimedialer Solo- und Ensemblestücke, ausgehend von ihrer Stimme, mit der sie einen unverwechselbaren Stil prägte.

## Herkunft und Werdegang
Meredith Monk entstammt in vierter Generation einer jüdischen Musikerfamilie mit russisch-polnischen Wurzeln. Die Großmutter mütterlicherseits war eine Konzertpianistin, die in Harlem ein Konservatorium leitete, der Großvater ein Bariton. Ihre Mutter, Audrey Lois Monk (geborene Zellman), trat als Popsängerin auf, ihr Vater, Theodore Glenn Monk, arbeitete als Geschäftsmann. Sie hat eine Schwester.
Schon früh lernte sie Klavier und die elektronische Orgel zu spielen. In ihrer Kindheit litt Meredith Monk an einem Augenfehler, der Bewegungsstörungen zur Folge hatte. Ihre Mutter schickte sie darum in einen rhythmisch-musikalischen Unterricht nach Émile Jaques-Dalcroze, durch den sie räumliches Orientierungsvermögen, Körperbewusstsein und ein sicheres rhythmisches Gespür entwickelte.
Sie studierte klassische Musik, Theater und Modern Dance am Sarah Lawrence College. Ihre einflussreichste Lehrerin war die deutsch-amerikanische Tänzerin, Choreografin und Tanzpädagogin Bessie Schönberg. Später nahm sie Unterricht bei Jeannette LoVetri. Nebenher sang sie in Rock-’n’-Roll-Bands und verdiente sich Geld mit Folksongs, die sie auf der Gitarre begleitete. Nach Abschluss des Studiums 1964 ging sie nach Downtown New York, wo die ersten, für ihre Entwicklung wichtigen Kontakte Künstlerinnen der Fluxus-Bewegung wie Alison Knowles und Charlotte Moorman waren. Bedeutsam für das Aufbrechen von Konventionen in der Musik waren in dieser Zeit auch die Ideen und Ansätze, die John Cage in den späten 1930er Jahren entwickelt hatte. Eine weitere Inspiration ging von der feministischen Performancekunst aus, deren Zentrum Downtown New York war, wo viele Galerien und Spielstätten für genreübergreifende Kunstformen entstanden. Monk trat zunächst als Tänzerin und Sängerin anderer Gruppen, dann zunehmend mit eigenen Choreografien und als Sängerin eigener Kompositionen in Off-Off-Theatern und Kirchen auf.
Seit Mitte der 1960er Jahre ist Musik Monks zentrale künstlerische Ausdrucksform und ihre Stimme ihr virtuoses Instrument, mit der sie anfing beim Klavierspiel wie in Trance zu experimentieren. Sie entdeckte, dass „innerhalb der Stimme grenzenlose Möglichkeiten von Timbre, Textur, Landschaft, Charakter, Geschlecht, Wege der Klangproduktion lagen“, sagte sie in einem Gespräch mit Deborah Jowitt. „Ich begann, meinen Stimmumfang zu erweitern und experimentierte mit meinem Atem, meinem Zwerchfell, vokalen Gesten wie Schluchzern, Flüstern, Lachen und verschiedenen Kopf- und Körperresonanzen“. Die meisten ihrer Arbeiten gehen von der Stimme aus. Von Anfang an suchte Monk nach einer emotionalen Klangsprache. Sie ist der Meinung, „dass nonverbale Musik die Menschen tief in ihrem inneren Kern berühren würde und dass dabei Emotionen freigesetzt würden, für die wir keine Worte haben“. Dietmar Dath schrieb über ihre Vokalkunst:

„Wie Hegels ganze Philosophie darin besteht, den Gedanken dabei zu begleiten, wie er sich denkt, ist Monks ganzer Gesang so etwas wie das Ausstellen einer Stimme, die sich selbst beim Singen staunend zu hören vermag.“

Ab Mitte der 1970er setzte sie sich international durch. In Deutschland wurde sie bekannt, als sie 1980 ihre epische Oper Vessel über das Leben Jeanne d’Arcs mit circa 120 Mitwirkenden vor der Ruine des Anhalter Bahnhofs in West-Berlin aufführte. Anlässlich ihres 40. Bühnenjubiläums fand im November 2004 in New York ein vierstündiger Musikmarathon statt.

## Werk

Meredith Monk bei einem Konzert in der Hamburger Fabrik, Ende 1986

Meredith Monk hat seit Beginn ihrer Karriere immer wieder Solostücke aufgeführt. Den frühen Arbeiten, bei denen sie sich mit dem Keyboard begleitete, merke man „einen starken Leidensdruck und das existentielle Gefühl der Einzelkämpferin“ an, schrieb die Musikwissenschaftlerin Marie-Anne Kohl. Mit ihrer Performance Our Lady of Late aus dem Jahre 1974 entwickelte sie das für sie typische minimalistische Formkonzept, das sich 1997 in dem Solostück Volcano-Songs, inspiriert von der Kunst des Zen und der japanischen Gedichtform Haiku, in „seiner vollen Reife“ zeigte.
Gleichzeitig begann sie die vokalen Möglichkeiten von Chorformationen zu erforschen. Ihr Loft in New York, in dem sie wohnte und arbeitete, Workshops und Aufführungen gab, hieß The House. Unter diesem Namen gründete sie 1968 ein Ensemble, mit dem sie erstmals interdisziplinäre Performances erarbeitete. Mit diesem Projekt übte Monk erheblichen Einfluss auf viele andere Künstler aus. So nannte zum Beispiel Bruce Nauman Meredith Monk als eine Künstlerin, die mit den stärksten Einfluss auf seine künstlerische Arbeit hatte. Die erste Arbeit mit einer großen Formation ist die Theaterkantate Juice, die sie 1969 auf der spiralförmigen Rampe des Guggenheim Museums mit 85 Künstlern realisierte.
In den 1970er und 80er Jahren entwickelte Monk die charakteristischen Formen ihres Multimedialtheaters, in dem sie Stimmen, Musik, Theater, Licht, Film, Tanz, Ritual sowie mythische Elemente mit Avantgardekunst verband. Sie folgte damit ihrer Vision einer ursprünglichen Einheit der Künste. Protagonisten sind meist Frauen, die auf einer Reise durch Zeit und Welten einen Prozess der Transformation erleben. Eine Figur der Selbstinszenierung ist oft ein Mädchen. So auch in ihrem bedeutenden zweiteiligen Stück Education of the Girlchild: an opera, an dem sie 1972 mit ihrem Ensemble The House in ihrem Loft zu arbeiten begann und für das sie 1975 auf der Biennale di Venezia auszeichnet wurde. Die eingeschworene Gemeinschaft von fünf Frauen im ersten Teil beschrieb Monk „als weibliche Version der Ritter der Tafelrunde“. Das Solo des zweiten Teils, in dem sich die Figur von einer alten Frau zurück in ein Mädchen verwandelt, führte sie selbst wieder 2008 und 2010 unter dem Titel Education of the Girlchild Revisited auf. In Quarry (1976), einer Oper für 40 Performer über den Zweiten Weltkrieg, spielte Monk „ein krankes Kind, das unter fieberhaften Halluzinationen leidet und in einer traumartigen Vision den Holocaust erlebt“.
1978 stellte sie unter dem Namen Meredith Monk and Vocal Ensemble eine neue Gruppe zusammen, zu der auch der Perkussionist Collin Walcott gehörte, und die sich der Erforschung neuer und in ihrem Spektrum erweiterten Klängen („extended vocal techniques“) widmete, häufig deutlich kontrastierend zu minimalistischen Instrumentalklängen. Eines der herausragenden Werke ist Dolmen Music für drei Frauen- und drei Männerstimmen, Violoncello und Percussion, erschienen 1981 bei Manfred Eichers Label ECM Records. Der Titel des archaisch anmutenden Stücks bezieht sich auf die Megalith-Anlage La Roche-aux-Fées in der Bretagne, die Monk mit ihrem Ensemble 1977 besucht hatte. In der konzertanten Aufführung sitzen sich die Sängerinnen und Sänger in einem Steinkreis gegenüber. Wie fast alle ihre Kompositionen entstand die Musik nicht auf dem Papier oder am Klavier, sondern als aktive Tätigkeit während der Proben. Lediglich für Ensembles, in denen sie nicht selbst musiziert, fertigt sie im Vorhinein Partituren an.
In den 1980er Jahren drehte sie zwei Filme, Ellis Island (1981) und Book of Days (1989). Ellis Island war ursprünglich ein Teil der Musiktheater-Performance Recent Ruins. Die Künstler stellen nach historischen Fotos die verschiedenen Einwanderungsgruppen dar, die in Ellis Island ankommen, um in die USA aufgenommen zu werden, begleitet von Monks klangpoetischem Gesang und minimalistischer Musik. Über Book of the Days schrieb die amerikanische Kulturhistorikerin Selma Jeanne Cohen: „Szenen aus der mittelalterlichen Welt in Schwarz und Weiß werden mit Szenen der modernen Welt in Farbe gemischt. In einem mittelalterlichen Ghetto sieht ein jüdisches Mädchen eine Zukunft mit Flugzeugen und Fernsehen; für ihren Großvater sind das Visionen von der Arche Noah. Die alte Weisheit des jüdischen Erbes wird von Generation zu Generation weitergegeben. Die Pest in der mittelalterlichen Welt wie AIDS in der modernen werden beide als drohende Zerstörung gezeigt.“
Von Alexandra David-Néels Reise-Erzählungen angeregt, schrieb Monk 1991 mit Atlas erstmals eine traditionelle Form der Oper mit konventionellen Partituren. Die mit ihrem Vokalensemble entwickelten Techniken versuchte sie dabei auf das begleitende Orchester unter Leitung von Wayne Hankin zu übertragen. Dadurch gilt Atlas als Wendepunkt in Monks Schaffen.
Seit 1991 komponierte sie auch Instrumentalstücke, meist für Klavier. Ihr erstes symphonisches Werk für Chor und Orchester ist Possible Sky von 2003 nach einem Auftrag von Michael Tilson Thomas für das von ihm gegründete New World Symphony Orchester. Ein weiteres Orchesterwerk ist Stringsongs von 2004 für das Kronos Quartet.
Ihre Musik wurde verschiedentlich in Filmen verwandt, wie z. B. in The Big Lebowski der Brüder Ethan und Joel Coen (1998) sowie in Jean-Luc Godards Nouvelle Vague (1990). Mit ihrer Arbeit inspirierte sie so unterschiedliche Künstler wie Merce Cunningham und Björk.
Zu Meredith Monks 80. Geburtstag erschien eine Neuauflage von 12 Alben, von ihr veröffentlicht zwischen 1981 und 2015 beim Münchener Label Edition of Contemporary Music (ECM). Andreas Kolb schrieb über ihre Musik: „[man] ist augenblicklich in eine Klangwelt versetzt, in der die Zeit nicht unbarmherzig voranschreitet, sondern im ewigen Augenblick zu verharren scheint.“

## Auszeichnungen (Auswahl)
- 1975 Erster Preis der Biennale di Venezia für Education of the Girlchild
- Obie Award:
  - Special Citations für die Musiktheaterprojekte Vessel (1972)[21] und Quarry (1976)
  - 1985 für ihr nachhaltiges Wirken (Sustained Achievement)
- Preis der deutschen Schallplattenkritik:
  - 1981 für Dolmen Music
  - 1986 für Our Lady of Late: The Vanguard Tapes
- 1995 war sie MacArthur Fellow.
- 2006 wurde sie in die American Academy of Arts and Sciences gewählt.
- 2012 zeichnete das Magazin Musical America Meredith Monk als Composer of the Year aus.
- 2014 überreichte ihr Barack Obama im Weißen Haus die National Medal of Arts.[22]
- 2017 Dorothy and Lillian Gish Prize.
- 2019 wurde sie in die American Academy of Arts and Letters gewählt.[23]
- 2020 John Cage Award, Foundation for Contemporary Arts
- 2025: Musik-Biennale di Venezia: Goldener Löwe für das Lebenswerk[24]

## Werke (Auswahl)
- 1966: 16 Millimeter Earrings, für Stimme, Gitarre und Tonbänder
- 1969: A Theater Cantata, für 85 Stimmen, Harfe und zwei Violinen
- 1971: Vessel: An Opera Epic, für 75 Stimmen, elektr. Orgel, Hackbrett und Akkordeon
- 1972: Education of the Girlchild, Solo-Oper
- 1973: Paris, für Soloklavier
- 1976: Songs from the Hill, für Solo-Stimme
- 1979: Dolmen Music, für sechs Stimmen, Cello und Percussion
- 1980: Turtle Dreams, für vier Stimmen und zwei Orgeln
- 1983: The Games, für 16 Stimmen, Synthesizer, Keyboards, Flämischen Dudelsack, Dudelsack, Chinesisches Horn und Rauschpfeife
- 1984: Giant Panda, Chant II, für a Cappella-Chor
- 1985: Book of Days, für 25 Stimmen, Synthesizer und Klavier
- 1986: Acts from under and above Ellis Island, für zwei Klaviere
- 1988: Parlour Games, für zwei Klaviere
- 1994: Phantom Waltz, für zwei Klaviere
- 1996: The Politics of Quiet, für zehn Stimmen, zwei Keyboards, Flügelhorn und Violine
- 1997: Steppe Music, für Soloklavier
- 1999: Klarinettenstudie #4, für Soloklarinette
- 2003: Possible Sky, für Orchester und Stimmen
- 2004: Stringsongs, für Streichquartett
- 2006: Songs of Ascension, für Vokal-Ensemble und Streichquartett
- 2008: Impermanence, Vokal-Ensemble, Piano, Violine, Percussion und Holzbläser

## Diskographie
- Key Compositions 1967–1970, (Increase Records, 1971; Lovely Music, 1977 und 1995)
- Our Lady of Late (Minona Records, 1973; wergo, 1986)
- Songs from the Hill/Tablet (wergo, 1979)
- Dolmen Music (ECM, 1981)
- Turtle Dreams (ECM, 1983)
- Do You Be (ECM, 1987)
- Book of Days (ECM, 1990)
- Facing North (ECM, 1992)
- John Cage – Meredith Monk – Anthony De Mare (Klavier und Stimmen; Koch International Classics, 1992)
- Atlas. An Opera in Three Parts (ECM, 1993)
- Monk and the Abbess (Musica Sacra/Richard Westenburg, 1996)
- Volcano Songs (ECM, 1997)
- Mercy (ECM, 2002)
- Impermanence (ECM, 2008)
- Beginnings (Tzadik, 2009)
- Songs of Ascension (ECM, 2011)
- Piano Songs (Studio-Album mit Bruce Brubaker und Ursula Oppens, ECM, 2014)
- On Behalf of Nature – Meredith Monk Ensemble (ECM, 2016)

## Ausstellungen
- 2023: Meredith Monk. Calling, München, Haus der Kunst (10. November 2023 – 3. März 2024), kuratiert von Anna Schneider mit Teresa Retzer. Es ist die bisher umfassendste Präsentation zum Werk von Meredith Monk[25][26].

## Dokumentarfilme
- Peter Greenaway: Four American Composers: John Cage, Philip Glass, Meredith Monk, Robert Ashley, (240 Min.) Mystic Fine Video/Polygram Video, 1983.
- Ingo J. Biermann: ECM50 | 1981 – Meredith Monk, (2020, 21 Min.)
- Billy Shebar: Monk in Pieces (2025)

## Audio Mitschnitt
- Meredith Monk Concert, Library of Congress, 30. Oktober 2015 (YouTube)